# ФК Алмерија
ФК Алмерија (шп. Unión Deportiva Almería, S.A.D.) је шпански фудбалски клуб из Алмерије, Андалузија. Клуб је основан 1989. и тренутно се такмичи у Првој лиги Шпаније.

## Историја
Алмерија (AD Almería) је играла у Првој лиги између 1979-1981, али је нестала 1982, тај клуб је био претходник данашње Алмерије. 1989. године, основан је клуб под називом Almería Club de Fútbol, али је 2001. преименован у Union Deportiva Almería. Након једне сезоне играња у Сегунда дивизији, они су испали у Сегунда Дивизију Б и у Четврту лигу.
Након неколико сезона у другој лиги, завршили су као другопласирани у сезони 2006/07. и изборили промоцију у Ла Лигу. Након неколико изванредних наступа, клуб је сезону 2007/08. завршио на високом 8. месту. Тада је тренер клуба био Унаи Емери који не на крају сезоне преузео Валенсију, а најбољи стрелац клуба са 13 постигнутих голова је био Алваро Негредо.
У сезони 2010/11. Алмерија је по први пут у својој историји стигла до полуфинала Купа Шпаније, међутим исте сезоне у лиги је након четири године испала у нижи ранг. Алмерија је сезону 2012/13. у Другој лиги завршила на трећем месту, па је играла бараж за пласман у Прву лигу. У полуфиналу баража је успела да савлада Лас Палмас, а у финалу је била боља од Ђироне и тако се након две сезоне поново вратила у Прву лигу.

## Успеси/прекретнице
- Пласман у Другу лигу 1994/95.
- Испали у Другу лигу Б 1996/97.
- Испали у Четврту лигу 1998/99.
- Пласман у Другу лигу Б 1999/00.
- Пласман у Другу лигу 2001/02.
- Пласман у Прву лигу 2006/07.
- Пласман у Прву лигу 2012/13.

## Познати мечеви из Ла Лиге
- ФК Севиља 1-4 ФК Алмерија
- ФК Алмерија 2-0 ФК Реал Мадрид
- ФК Депортиво ла Коруња 0-3 ФК Алмерија
- ФК Алмерија 2-2 ФК Барселона

- 6 сезона у Ла Лиги
- 10 сезона у Сегунда Дивизији
- 6 сезона у Сегунда Дивизији Б
- 2 сезона у Четвртој лиги

## Састав из 2020.
Ажурирано 1. фебруара 2020.
| Бр. |           | Позиција | Играч                                           |
| --- | --------- | -------- | ----------------------------------------------- |
| 1   | Шпанија   | Г        | Антонио Сивера (на позајмици из Алавеса)        |
| 2   | Шпанија   | О        | Франсис Гереро (на позајмици из Реал Бетиса)    |
| 3   | Шпанија   | О        | Иван Мартос                                     |
| 4   | Шпанија   | О        | Хосе Ромера                                     |
| 5   | Шпанија   | С        | Серхио Агуза                                    |
| 6   | Шпанија   | С        | Сесар де ла Оз                                  |
| 7   | Француска | С        | Енцо Фернандез (на позајмици из Авеса)          |
| 8   | Србија    | С        | Радосав Петровић                                |
| 10  | Шпанија   | С        | Фран Виљалба (на позајмици из Бирмингел Ситија) |
| 11  | Шпанија   | Н        | Хуан Муњоз (на позајмици из Леганеса)           |
| 12  | Бразил    | О        | Џонатан                                         |
| 13  | Шпанија   | Г        | Фернандо (капитен)                              |
| 14  | Камерун   | С        | Вилфрид Каптум (на позајмици из Реал Бетиса)    |

| Бр. |           | Позиција | Играч                                              |
| --- | --------- | -------- | -------------------------------------------------- |
| 15  | Шпанија   | О        | Хуан Ибиза                                         |
| 16  | Шпанија   | С        | Хосе Лазо (на позајмици из Хетафеа)                |
| 17  | Шпанија   | С        | Хосе Корпас                                        |
| 18  | Србија    | О        | Никола Мараш (на позајмици из Шавеша)              |
| 19  | Хрватска  | С        | Анте Ћорић (на позајмици из Рома)                  |
| 20  | Албанија  | О        | Иван Балију                                        |
| 21  | Уругвај   | Н        | Дарвин Нуњез                                       |
| 22  | Нигерија  | О        | Валентин Озорнвафор (на позајмици из Галатасараја) |
| 23  | Аргентина | С        | Валентин Вада                                      |
| 24  | Шпанија   | О        | Давид Костас (на позајмици из Селте)               |
| 31  | Енглеска  | Н        | Арвин Апија                                        |
| 36  | Шпанија   | Н        | Иван Барберо (на позајмици из Осасуне)             |

## Познати играчи
| - Хуанлу - Хулио Иглесијас - Франсиско - Роберто Перагон - Хосе Ортиз - Алваро Негредо - Карлос Гарсија - Давид Морено - Бруно - Давид Кобењо - Алберт Крусат - Фернандо Соријано - Корона - Хуанито - Аитор Алкалде - Тони Лима | - Рикардо Мартинез - Алфонсо Троизи - Хуан - Никола Милинковић - Одаир - Арминдо - Марселињо Паулиста - Ренато - Пауло Жамели - Леандро - Дијего Алвес - Иринеј - Фелипе Мело - Матијас Видангоси - Мате Билић - Ивица Барбарић | - Грегоријо Ела - Жан-Луис Валои - Николас Шањон - Стефан Пигњол - Емануел Дорадо - Ференц Хорват - Ранко Поповић - Сандер Вестервелд - Калу Уче - Мигуел Анхел Бенитез - Алдо Адорно - Дијего Барето - Клемент - Еуфемио - Оскар Лопез - Жулио дос Сантош | - Сантијаго Акасијете - Мигуел Ребосио - Константин Галча - Миодраг Анђелковић - Вељко Пауновић - Рикардо - Љубомир Воркапић - Севериано - Хуан Карлос Лаго - Кристијан - Леонел Риос - Роберто Нани - Софијан Фегули - Пабло Пјати |

## Познати тренери
- Пако Флорес
- Унаи Емери